# Nigers självständighetsdag
Nigers självständighetsdag firas till minne av då Niger blev självständigt från Frankrike 1960. Sedan 1975 infaller dagen på Arbor Day, och träd planteras sedan dess runtom i Niger på denna dag, för att symbolisera stödet för kampen mot ökenspridningen.